# Rocks and Honey

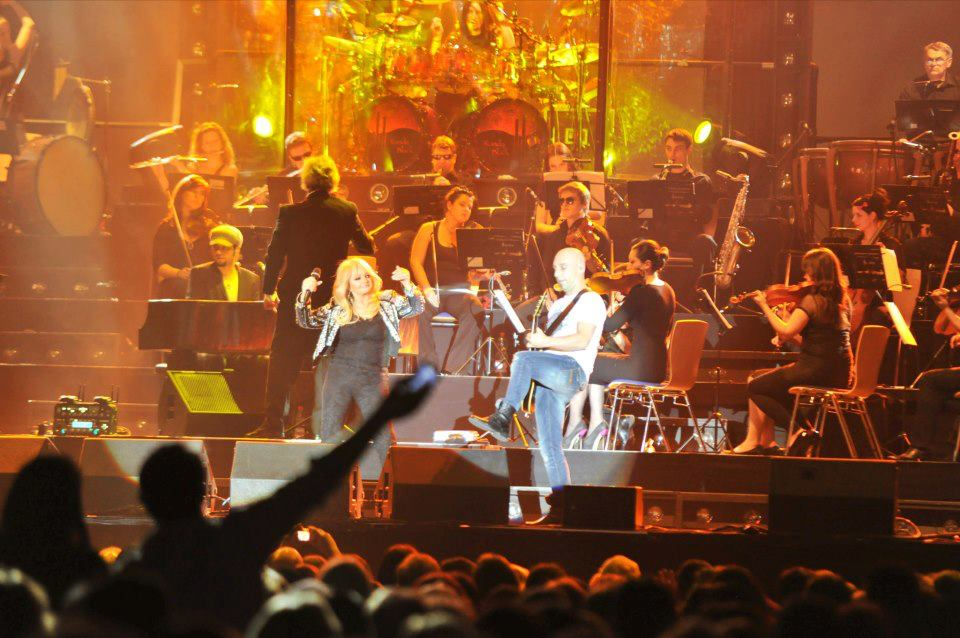
Виступ Тайлер у Інгольштадті, Німеччина, 2 березня 2013 року під час туру «Rock Meets Classic»

«Rocks and Honey» (укр. Камені і мед) — шістнадцятий студійний альбом валлійської співачки Бонні Тайлер, вперше випущений лейблом «ZYX Music» 8 березня 2013 року. «Rocks and Honey» вийшов через вісім років після випуску «Wings» 2005 року, це була найдовша перерва між релізами альбомів в кар'єрі Тайлер. Також це перший зі студійних альбомів співачки, який вперше з 1988 року потрапив до британського чарту. У написанні треків альбому брали участь піснярі з Нашвілла: Френк Джей Майєрс, Дезмонд Чайлд, Бретт Джеймс і Бет Гарт. Альбом складається з низки кантрі-пісень, що нагадують кантрі-альбоми Тайлер 1970-х років з елементами рок-музики.
Альбом загалом отримав позитивні відгуки музичних критиків, які хвалили вокал Тайлер та його складову. «Rocks and Honey» потрапив до низки європейських чартів: у Данії він посів 28-е місце, у Великій Британії — 52-е, а у Німеччині та Швейцарії — 58-е. Сингл альбому, «Believe in Me», з яким Тайлер представляла Велику Британію «Євробаченні» 18 травня 2013 року (проходило в Мальме, Швеція), потрапив до британського чарту, де посів 93-е місце. Того ж року, після виступу на «Євробаченні», Тайлер вирушила в турне по Південній Африці. Ідеєю для назви альбому послужив контраст у тембрах голосу Тайлер і її партнера по дуету Вінса Гілла у пісні «What You Need From Me». Наступні сингли «This Is Gonna Hurt» і «Love Is the Knife» вийшли в серпні та вересні 2013 року відповідно.

## Передумови
Плани Тайлер щодо випуску «Rocks and Honey» датуються ще 2008 роком, коли напередодні концерту співачки на Північному Кіпрі в турецькій газеті було опубліковано її інтерв'ю. Вона оголосила, що буде працювати з Джимом Стейнменом над своїм новим альбомом і планує випустити його влітку 2009 року. Однак за станом здоров'я Стейнмен не зміг взяти участі у записі альбому. Потім у вересні 2008 року Тайлер дала інтерв'ю на інтернет-радіошоу «The Bat Segundo Show», де заявила, що записала демозаписи кількох треків і звернулася до Браяна Адамса з пропозицією заспівати дуетом для альбому, але він відповів, що для цього «не найкращий час».
Під час інтерв'ю в Новій Зеландії 2010 року, готуючись до виступу на благодійному концерті, Тайлер заявила, що записала шість треків для альбому, реліз якого очікувався 2011 року. У роки, що передували виходу альбому, Тайлер виконала такі нові пісні, як «You Are The One», «Don't Tell Me It's Over Now», «It's My Name» і «Is That Thing Loaded?». Однак жодна з цих пісень не потрапила до альбому, попри заяви Тайлер на різних концертах, що вони вже завершені або будуть записуватися для нього. Пісня «Under One Sky» також мала потрапити до нового альбому, але замість цього вона вийшла у альбомі-компіляції Тайлер 2011 року «Best of 3 CD». В одному з інтерв'ю під час просування альбому у Великій Британії вона сказала, що є ймовірність того, що пісня «Is That Thing Loaded?» потрапить до майбутнього альбому.
22 лютого 2012 року Дезмонд Чайлд повідомив у своєму Твіттері, що Тайлер записала кілька пісень у Нашвіллі, продюсуванням яких займався музикант Девід Гафф. 13 лютого 2012 року на старому сайті Тайлер з'явилося повідомлення про вихід нового альбому, де було оголошено, що Тайлер записується у Нашвіллі. 16 квітня там була додана новина про демо-запис «What You Need From Me», де також говорилося, що співачка відвідала Лос-Анджелес, де їй допомогли з мікшуванням деяких треків. В липні того року Тайлер оприлюднила назву альбому під час інтерв'ю в Норвегії.
У проміжку між виходом альбомів «Rocks and Honey» та «Wings» у 2005 році Тайлер випустила низку компіляцій, у тому числі «Best Of 3 CD» зі своєю попередньою звукозаписною компанією «Stick Music». «ZYX Music» стала першою компанією звукозапису, що випустила «Rocks and Honey», вона підписала контракт із Тайлер у 2011 році і випустила на CD і DVD її концертний альбом «Live in Germany 1993».

### Назва альбому

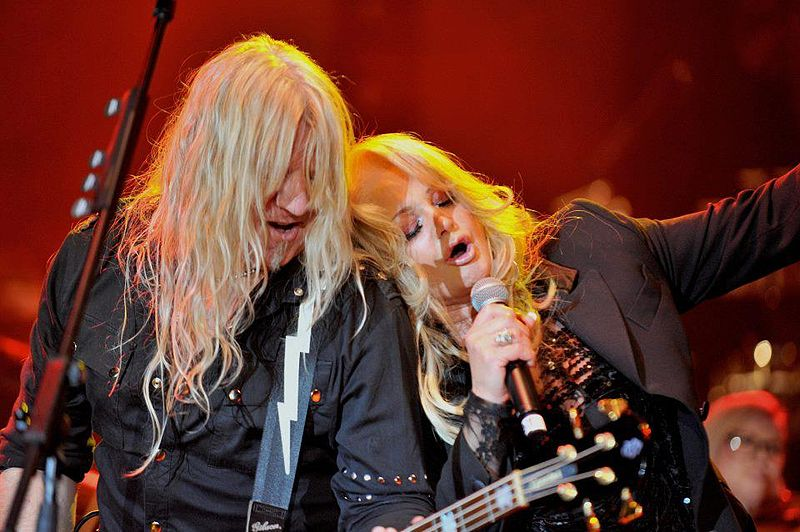
Тайлер виступає на «S.Oliver Arena» у Вюрцбурзі, Німеччина, 10 березня 2013 року під час туру «Rock Meets Classic»

Американські музиканти Джон Рендалл і Джессі Александер написали пісню «What You Need From Me», демо-запис до якої був зіграний Тайлер під час відвідин видавничої компанії в Нашвіллі у 2011 році. Почувши пісню, вона звернулася до Вінса Гілла з пропозицією записати трек дуетом. Після запису пісні Тайлер заявила, що хтось порівняв її голос та голос Гілла з комбінацією «каміння» та «меду», це навело її на думку дати альбому назву «Rocks and Honey» («Каміння та мед»). Американські автори-виконавці Меліса Боллеа і Білл ДіЛуїджі написали для Тайлер пісню з тією ж назвою, однак співачка відмовилася від неї, попри те що остаточно визначилася з назвою альбому.

## Створення
Більшість пісень було записано на різних студіях у штаті Теннессі в період з лютого по травень 2012 року. Перед цим Тайлер заявляла, що у неї достатньо матеріалу, який залишився від видавців з Нашвілла, для сімнадцятого студійного альбому.
Дві пісні були написані Дезмондом Чайлдом. Це була перша співпраця Тайлер з Чайлдом з 1988 року, коли вийшов альбом «Hide Your Heart». Альбом складався з тринадцяти нових треків Тайлер, серед яких було два кавери; «Flat on the Floor» спочатку записала Керрі Андервуд для свого альбому «Carnival Ride» 2007 року, а «All I Ever Wanted» вперше записав Бо Девідсон 2010 року.
Під час перебування Тайлер та її менеджера у Нашвіллі, вони відвідали кафе «Bluebird», де проходив вечір піснярів, там вона вперше почула кілька треків, які надалі увійшли до альбому «Rocks and Honey».
«Щоб потрапити туди, потрібно вистояти чергу, це було схоже на крихітний будиночок, де всі ці пісняри сидять за столом з гітарами і співають свій оригінальний матеріал. Саме тут я почула одного з піснярів на альбомі — у мене там є пісня „Mom“, вона про те, як дитина розмовляє з Богом ще до свого народження. — Я почула там цього співака, і він був просто приголомшливим. Там стільки талантів, це просто приголомшливо. Я хочу записати там ще один альбом до кінця своєї кар'єри»— розповідь Бонні Тайлер про кафе «Bluebird» («BBC Radio», травень 2013 року)

## Реліз і просування
Тайлер оголосила про вихід «Rocks and Honey» 2 серпня 2012 року під час інтерв'ю з Роєм Ноублом на шоу «BBC Radio Wales». Її поява збіглася зі світовою прем'єрою на радіо пісні «What You Need from Me». Тайлер виконала «All I Ever Wanted» на телевізійному новорічному концерті «Willkommen 2013», що транслювався каналом ZDF. Потім вона виконала цю пісню на німецькій телепередачі «Willkommen bei Carmen Nebel» у лютому 2013 року.
У лютому-березні 2013 року Тайлер виступила як запрошена артистка в рамках туру «Rock Meets Classic» у Німеччині. Її дебютне виконання пісні «Believe in Me» у супроводі рок-гурту та повного оркестру відбулося 18 лютого у Палаці імені Макса Шмелінга в Берліні.
Тайлер заявила, що спочатку реліз альбому «Rocks and Honey» планувався на жовтень 2012 року. Однак після того, як «BBC» звернулися до неї з пропозицією взяти участь у пісенному конкурсі «Євробачення» з піснею «Believe in Me», його реліз було перенесено на березень 2013 року. Реліз альбому відбувався поетапно, на кількох лейблах, протягом трьох місяців з березня по травень 2013 року.

### Сингли
«Believe in Me» була оголошена піснею-учасницею від Великої Британії на «Євробаченні» 7 березня 2013 року. 13 березня вона стала доступною для скачування у Великій Британії, а 15 березня вийшов європейський максі-диск з нею. 28 березня «Radio 2» включило «Believe in Me» до списку «Записів тижня». Видання «Music Week» повідомило, що «Believe in Me» стала найпопулярнішим треком на «Radio 2» за тиждень до «Євробачення», а також другим за кількістю прослуховувань треком у другому кварталі 2013 року. Пісня надалі потрапила до британського чарту, де посіла 93-е місце.
У квітні 2013 року в інтерв'ю журналу «Female First» Тайлер зазначила, що цілком ймовірно, що трек «Sunshine» стане другим синглом альбому. Проте пізніше було оголошено, що другим синглом стане «This Is Gonna Hurt», який вийшов в серпні 2013 року. Третім та останнім синглом альбому стала пісня «Love Is the Knife», яка ексклюзивно вийшла 16 вересня 2013 року у Скандинавії. На підтримку релізу Тайлер виконала пісню на благодійній програмі «Charlies Hjertegalla» («Гала-вечір серця Чарлі»), що транслювалася данським телеканалом TV 2.
2014 року американський співак Гарт Брукс випустив кавер до пісні «Mom» у вигляді синглу до його студійного альбому «Man Against Machine».

### Тур
Тайлер провела тур на підтримку альбому у Великій Британії та Франції. Для просування альбому у Франції, 1 червня 2013 року вона зустрілася з туркомпанією, щоб обговорити свій тур у цій країні. У серпні того року Тайлер розпочала свій південноафриканський тур, в рамках якого вона дала п'ять концертів у трьох різних містах ПАР.

### Конкурс «Євробачення»

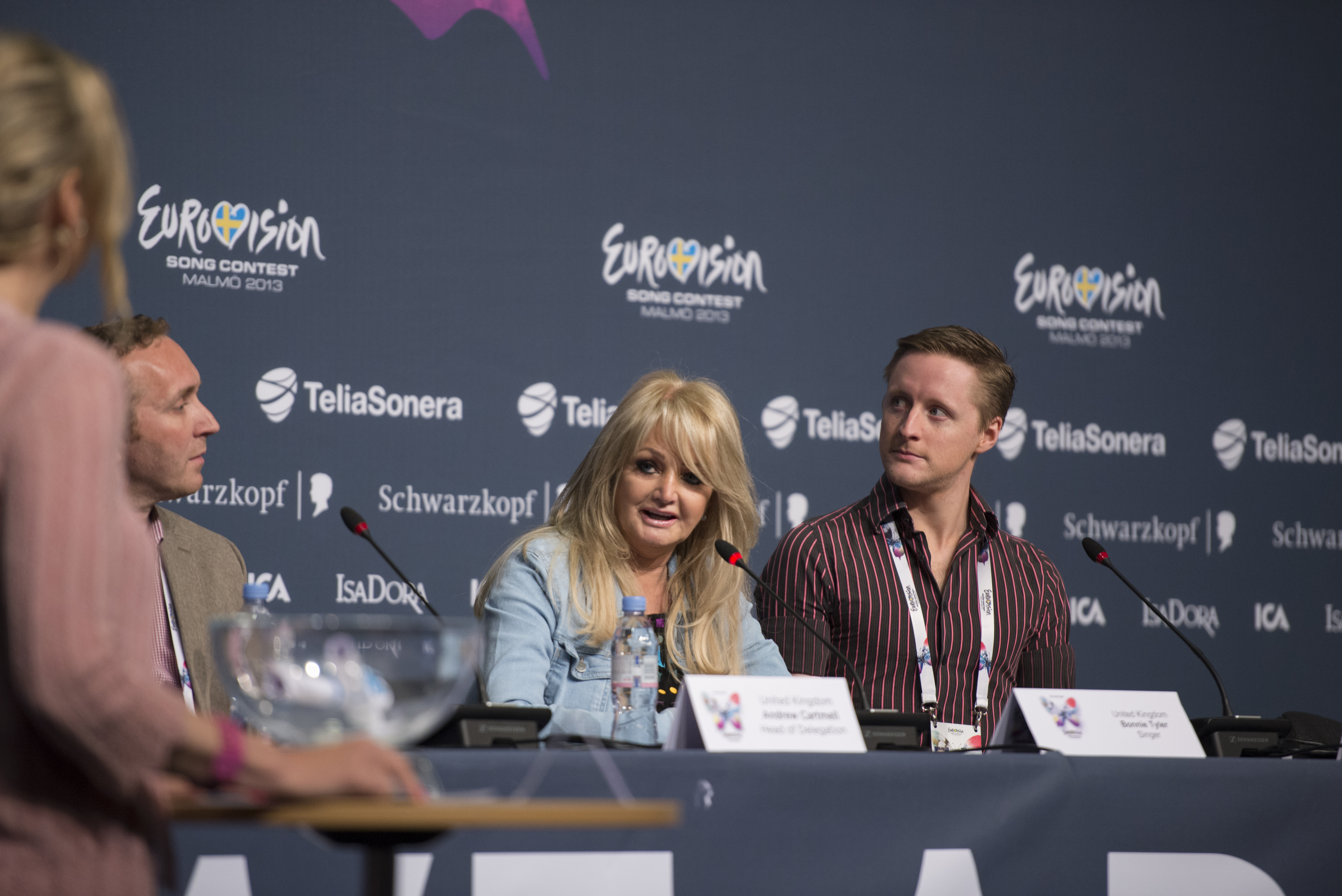
Тайлер на прес-конференції «Євробачення» у Мальме, Швеція, 15 травня 2013 року

19 березня 2013 року для подальшої промоції альбому Тайлер стала гостем передачі «The One Show». 28 квітня 2013 року вона провела кілька інтерв'ю зі ЗМІ, серед яких були «Digital Spy», «The Sun» і «The Daily Mail». Потім вона виконала акустичну версію пісні в програмі «Weekend Wogan» на «BBC Radio 2» разом зі своїм гуртом, який надалі брав участь у «Євробаченні». 18 травня 2013 року Тайлер представляла Велику Британію з піснею «Believe in Me» на «Євробаченні» (проходило в Мальме, Швеція).
Напередодні Великого фіналу вона дала інтерв'ю кільком британським радіостанціям. 19 травня, наступного дня після «Євробачення», «Official Charts Company» оголосила, що пісня Тайлер посіла найвищу сходинку в чартах Великої Британії серед усіх композицій, які брали участь у конкурсі.
Після завершення конкурсу «BBC» опублікувала реакцію кількох журналістів і співаків на те, що Тайлер посіла 19-е місце. Ірландський конкурсант і триразовий переможець «Євробачення» Джонні Логан похвалив Тайлер, але стверджував, що пісня була недостатньо сильною. Він зазначив: «Якщо ви збираєтеся виграти „Євробачення“, щоб пройти через неймовірне голосування, яке я спостерігав протягом останніх кількох років, у вас має бути щось, що буде виділятися над усім іншим. Інакше вас просто очікує набрання 10 або 11 голосів». Натан Мур також погодився з тим, що пісня була недостатньо сильною, але додав: «Це була чудова ідея залучити Бонні, адже її дуже люблять». Мік Дейллі (з «Yahoo! News») погодився, що «хоча сама Тайлер була у формі, чудово співала і розбурхала натовп своїм фіналом на подіумі, „Believe in Me“ була просто недостатньо гарною піснею». Переможниця «Євробачення» 1997 року від Великої Британії Катріна Лесканіч (учасниця гурту «Katrina and the Waves») заявила, що її не вразив виступ Данії і очікувала, що Тайлер отримає вищий бал, ніж вона. Британський журналіст Дейв Гудман стверджував, що виступ Тайлер був кращим, ніж минулого року, проте зазначав, що комбінація поганої позиції в порядку виконання та сама пісня завадили Великій Британії отримати вищий бал.

## Оцінки критиків
З моменту виходу «Rocks and Honey» отримав неоднозначні відгуки критиків. Дірк Нойгаус опублікував в журналі «Country Rock» схвальну рецензію альбому, віддавши належне Девіду Гаффу і Метту Девісу за його продюсування і назвавши «What You Need From Me» «фантастичним треком». Норберт Шигель з «G+J Entertainment Media» назвав пісню «Sunshine» такою, що «приємно чіпляє», а «What You Need From Me» — «сенсаційною». Весь альбом він назвав «видатним». Джеремі Вільямс з «The Yorkshire Times» поставив альбому оцінку 5/5. У своїй рецензії він написав: «Чи збереглося ще у жорсткому вокалі Бонні Тайлер все те, що викликає у вас тремтіння? Проста відповідь — так», і назвав альбом «вражаючим поверненням до її кантрі-коріння». Він також задавався питанням, чому на «Євробаченні» від Великої Британії представили не «Little Superstar», а пісню «Believe in Me». Аналогічної думки був і Енді Сніппер з «Music-News», який припустив, що трек «Mom» краще підійшов би на роль пісні «Євробачення», описуючи «Rocks and Honey» «чудовим альбомом».
Альбом отримав змішану рецензію від Адама Керролла з «Seen It Heard It», який писав, що «This Is Gonna Hurt» є гарним початком альбому, а «Sunshine» назвав своєю улюбленим треком, і хоча він вказував що не дуже любить балади, але «Believe in Me» описав «фантастичною піснею». Втім він вважав «What You Need From Me» одним із найслабших треків альбому, описуючи вокал Тайлер «грубим і забитим», і що її голос не дуже добре поєднується з голосом Вінса Гілла. Однак, він все одно вважав альбом солідним і завершив рецензію словами: «Бонні Тайлер доводить, що вона, як і раніше, одна з найвидатніших вокалісток». Айан Гіттінс з «Virgin Media» дав альбому три зірки. Він заявив, що альбом не містить нічого нового і міг бути записаний у будь-який час між 1978 роком і сьогоднішнім днем. Найбільш критично «Rocks and Honey» оцінив Томас Інгем з «OMH Media», який дав альбому дві з половиною зірки й описав його формат за схемою «легко — голосно, тихо, голосно, тихо», і зазначив, що він складається з суміші «затасканих балад» і «кантрі-поп-року», охарактеризувавши пісню «Flat On The Floor» як «шаблонну, але турбуючи чіпляючу». Свою рецензію він підсумував прогнозом, що Тайлер не зможе вивести Велику Британію з тенденції отримання поганих результатів на Євробаченні.

## Трек-лист
| #     | Назва                                         | Автор                                            | Тривалість |
| ----- | --------------------------------------------- | ------------------------------------------------ | ---------- |
| 1.    | «This Is Gonna Hurt»                          | Курт Еллісон, Келлі Арчер, Девід Фаннінг         | 3:07       |
| 2.    | «Sunshine»                                    | Стефані Райдел, Майк Сміт, Джин Олден            | 2:52       |
| 3.    | «Believe in Me»                               | Дезмонд Чайлд, Лорен Крісті, Кріс Брейд          | 3:57       |
| 4.    | «What You Need From Me» (з Вінсом Гіллом)     | Джон Рендолл, Джессі Алексендер                  | 4:03       |
| 5.    | «Crying»                                      | Джеймс Хаус, Кайл Джейкобс, Дрю Копеленд         | 3:24       |
| 6.    | «Little Superstar»                            | Джеймс Хаус, Бет Харт                            | 3:08       |
| 7.    | «Flat on the Floor»                           | Ешлі Монро, Бретт Джеймс                         | 3:20       |
| 8.    | «All I Ever Wanted»                           | Френк Джей Майєрс, Гарі Бейкер, Зоран Коневіч    | 3:46       |
| 9.    | «Stubborn»                                    | Дезмонд Чайлд, Кілі Хокс, Пітер Менссон          | 3:46       |
| 10.   | «Love Is the Knife»                           | Джей Ді Леонард, Джим Селлс                      | 4:40       |
| 11.   | «Lord Help Me»                                | Ешлі Монро, Катріна Елем, Керрі Андервуд         | 3:33       |
| 12.   | «Mom»                                         | Вінн Вербл, Дон Семпсон                          | 3:54       |
| 13.   | «You Try»                                     | Ентоні Літтл, Грег Фрійа, Мері Данна, Ендрю Лейн | 4:19       |
| 14.   | «Believe in Me» («Євробачення»/радіо-видання) | Дезмонд Чайлд, Лорен Крісті, Кріс Брейд          | 3:01       |
| 51:14 |                                               |                                                  |            |

| Британський iTunes бонус-трек | Британський iTunes бонус-трек                   | Британський iTunes бонус-трек | Британський iTunes бонус-трек |
| #                             | Назва                                           | Автор                         | Тривалість                    |
| ----------------------------- | ----------------------------------------------- | ----------------------------- | ----------------------------- |
| 15.                           | «Total Eclipse of the Heart» (версія 2013 року) | Джим Стейнмен                 | 5:53                          |
| 57:07                         |                                                 |                               |                               |

## Чарт
| Чарт (2013)                                  | Позиція |
| -------------------------------------------- | ------- |
| Данія Danish Albums (Hitlisten)              | 28      |
| Франція France Downloads (SNEP)              | 116     |
| Німеччина German Albums (Media Control)      | 59      |
| Шотландія Scottish Albums (OCC)              | 56      |
| Швейцарія Swiss Albums (Schweizer Hitparade) | 59      |
| Велика Британія UK Albums (OCC)              | 52      |
| Велика Британія UK Independent Albums (OCC)  | 13      |

## Учасники запису
Інформація вказана згідно сайту «AllMusic»:
| Музиканти - Головний Вокал — Бонні Тайлер - Запрошений вокал — Вінс Гілл (трек 4) - Ударні — Чед Кромвелл - Бас — Джиммі Лі Слоес - Акустична гітара/мандоліна/домра/банджо — Ілля Тошинський - Електричні гітари — Джеррі Макферсон, Том Буковач, Кенні Грінберг - Піаніно/B-3/синтезатор — Майк Роджас - Струнні — Ларрі Холл (трек 2) - Бек-вокали - Бекка Бремлетт (треки 1, 7, 10 і 11) - Джоді Марр (треки 1, 2, 3, 9 і 14) - Джеймс Хауз (треки 5 і 6) - Расселл Террелл (треки 8 і 12) - Боб Бейлі (трек 13) - Вікі Гемптон (трек 13) - Венді Мотен (трек 13) - Дерек Лі (трек 13). - Хор — Теннессійський госпел-хор (трек 13) | Виробництво - Продюсер — Девід Гафф - Виконавчий продюсер і менеджмент — Метт Девіс - Інженер звукозапису — Дрю Боллмен - Асистент інженера — Соррел Брігмен, Сет Мортон - Додатковий другий інженер — Кріс Смолл, Кріс Ешбьорн і Майлз Сукуа - Мастерінг — Адам Айан Фотографування - Фото обкладинки — Сергій Арзуманян - Сторінка 2 і 6 — Katie Scott - Сторінка 5 і 8 — Ендрю Хопкінс Студії звукозапису - Blackbird Studio, Нашвілл (Теннессі) - Ben's Studio, Нашвілл (Теннессі) - Star Struck Studio, Нашвілл (Теннессі) - Paragon Studio, Нашвілл (Теннессі) - Cane Cutting Studio, Маямі (Флорида) Мікшування - Eargasm Studio, Санта-Моніка (Каліфорнія) - Larabee Studio, Північний Голлівуд (Каліфорнія) - Star Struck Studio, Нашвілл (Теннессі) Мастерінг - Адам Айан, Gateway Mastering, Портленд (Мен) |

## Історія релізу
| Країна                        | Дата           | Лейбл                  | Формат                   |
| ----------------------------- | -------------- | ---------------------- | ------------------------ |
| Австрія, Німеччина, Швейцарія | 8 березня 2013 | ZYX Music              | CD, цифрове завантаження |
| Швеція                        | 29 квітня 2013 | Labrador Music         | CD, цифрове завантаження |
| Фінляндія                     | 3 травня 2013  | AXR Music              | CD                       |
| Велика Британія, Ірландія     | 6 травня 2013  | Celtic Swan Recordings | CD, цифрове завантаження |